# Spoorlijn Nové Zámky – Zlaté Moravce
De spoorlijn Nové Zámky – Zlaté Moravce (lijn nummer 151) is een secundaire spoorlijn in het zuidwesten  van Slowakije. Ze verbindt Nové Zámky via Vráble met Zlaté Moravce.

## Geschiedenis
Door vertegenwoordigers van Zlaté Moravce werd reeds in 1871 een spoorwegverbinding met Nové Zámky gevraagd, en ipso facto ook met het Hongaarse spoorwegnet (MÁV). Doch aanvankelijk werd de spoorlijn in de richting Nové Zámky slechts goedgekeurd voor een deel van de route, met name tot Šurany. Dit gebeurde pas in 1893, 22 jaar na de eerste aanvraag. In 1895 werd de uitbreiding in noordelijke richting, naar Topoľčianky, toegestaan.
De lijn loopt door een vlak gebied en er waren er geen buitengewone vereisten. Er werden 87 brugconstructies gebouwd.
De werken voor de aanleg van het traject Šurany - Zlaté Moravce begonnen op 7 september 1894 en de eerste passagiers bereikten Topoľčianky op 21 september 1895.
Tijdens het interbellum ging de eerste president van Tsjecho-Slowakije, Tomáš Masaryk (° 1850 - † 1937) op vakantie in Topoľčianky. Voor zijn vervoer maakte hij gebruik van de spoorweg en reed hij met de presidentiële trein via spoorlijn 151.
In Úľany nad Žitavou:
- leidt lijn 151 in de noordoostelijke richting, naar Zlaté Moravce en Topoľčianky. Haar traçe is ongeveer parallel met de loop van de rivier de Žitava.[1]
- buigt de lijn 150 af, in oostelijke richting, naar Levice en verder naar Zvolen.

Het traject tussen Šurany en Úľany nad Žitavou wordt zodoende bereden door treinen van de beide lijnen. Om die reden maakt deze sectie anno 2023 deel uit van de geëlektrificeerde hoofdlijn Nové Zámky - Zvolen (lijn 150).

## Treindienst

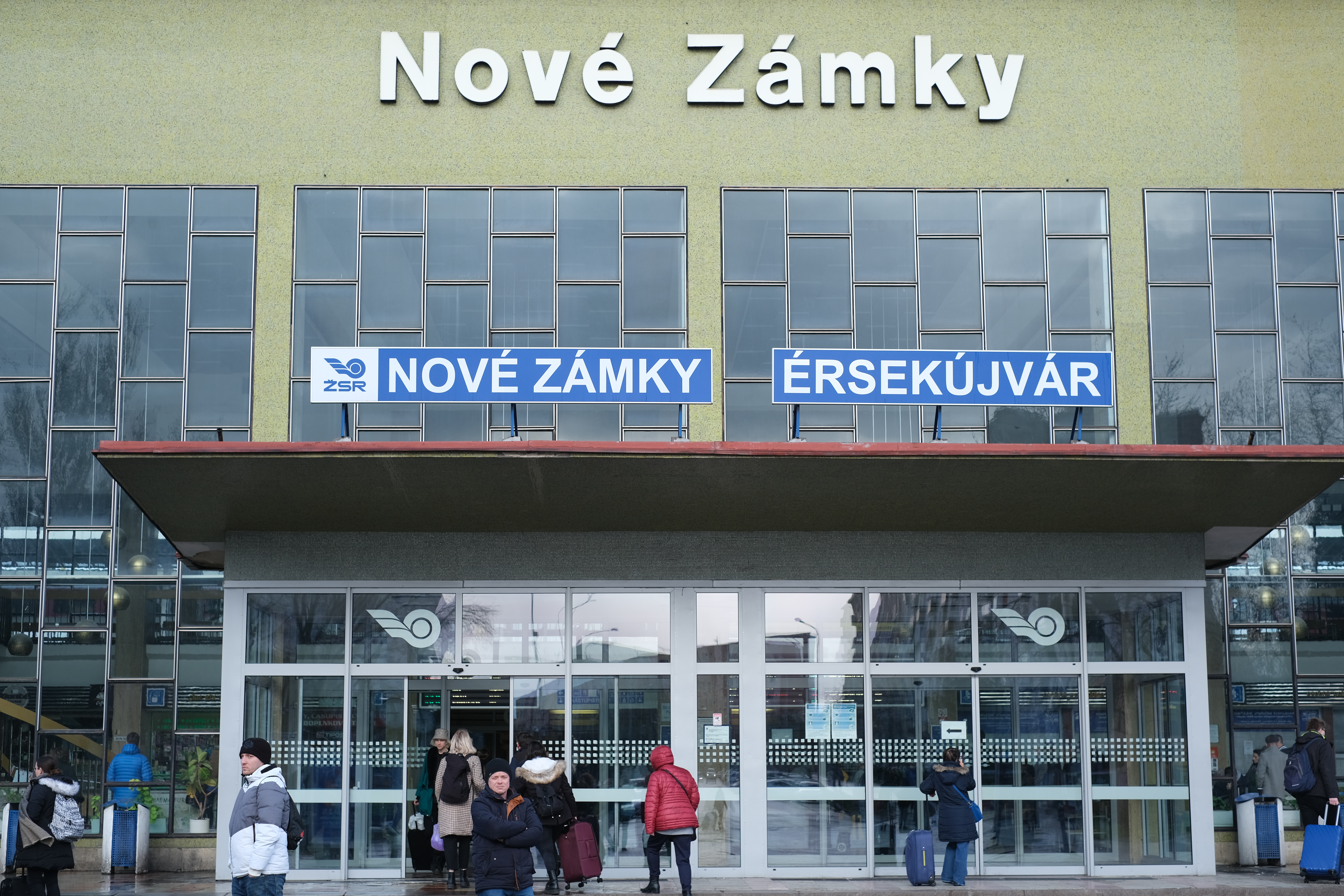
Station Nové Zámky

Aangezien de exploitatiekosten van lijn 151 groter waren dan de inkomsten, werd het reizigersverkeer er op 2 februari 2003 opgeschort. Dit leidde tot klachten van ontevreden gebruikers en buurtbewoners en bijgevolg werd het personenvervoer op 15 juni 2003 gedeeltelijk hersteld.
De goederentreinen op lijn 151 vervoeren in hoofdzaak hout (boomstammen) en landbouwgewassen. Het laden van deze producten geschiedt voor het merendeel in Topoľčianky en Zlaté Moravce.

## Stations en stopplaatsen

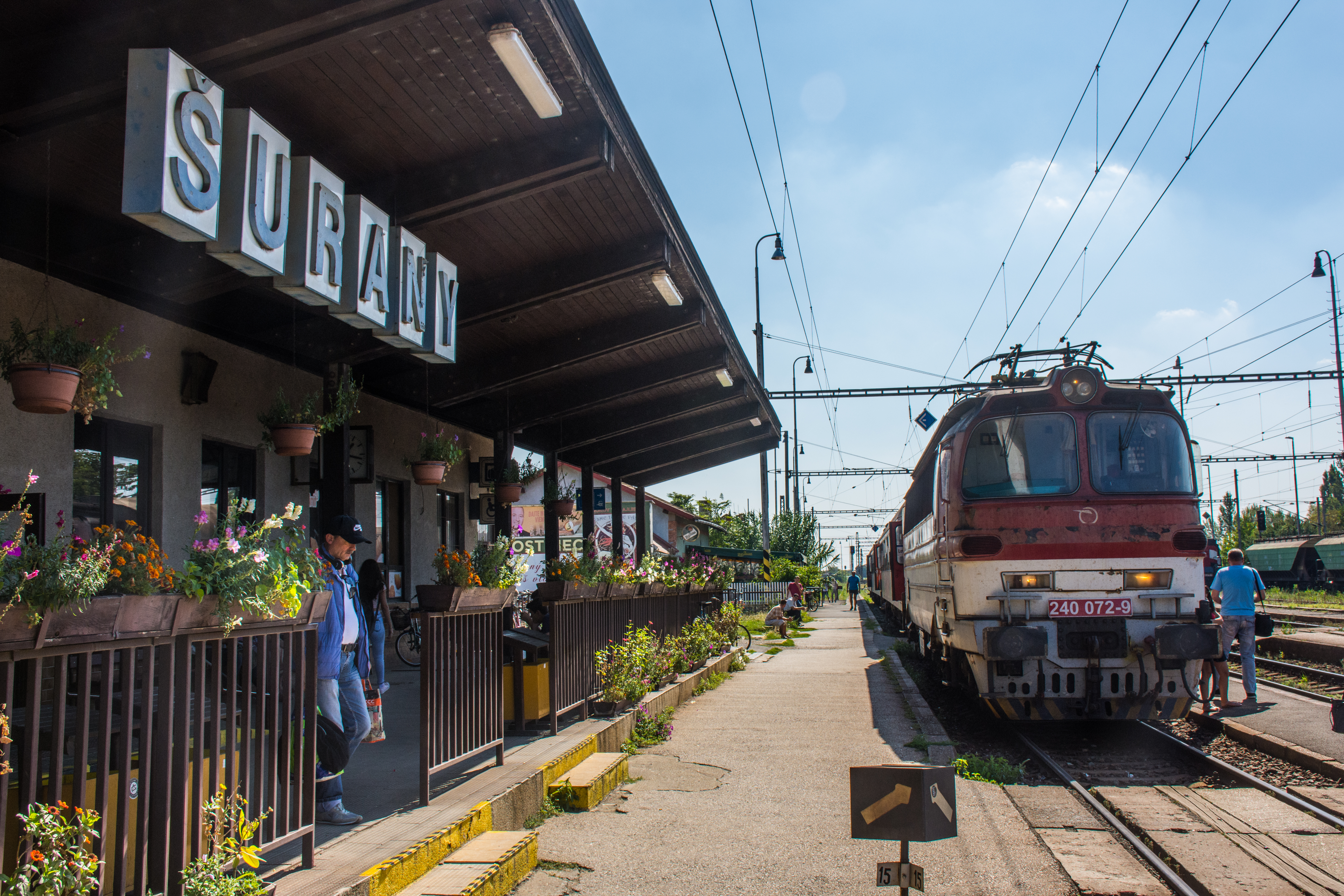
Station Šurany

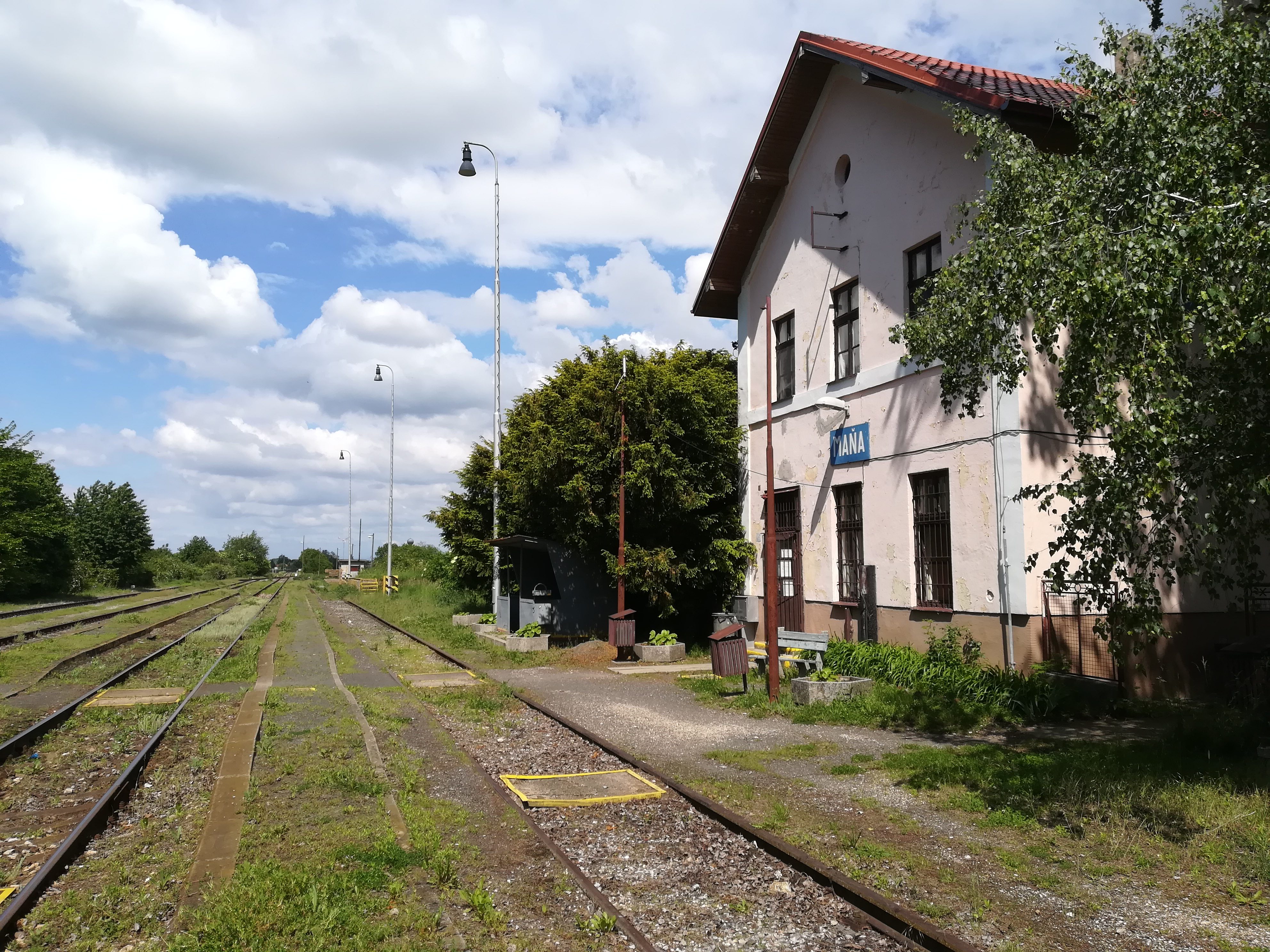
Station Maňa

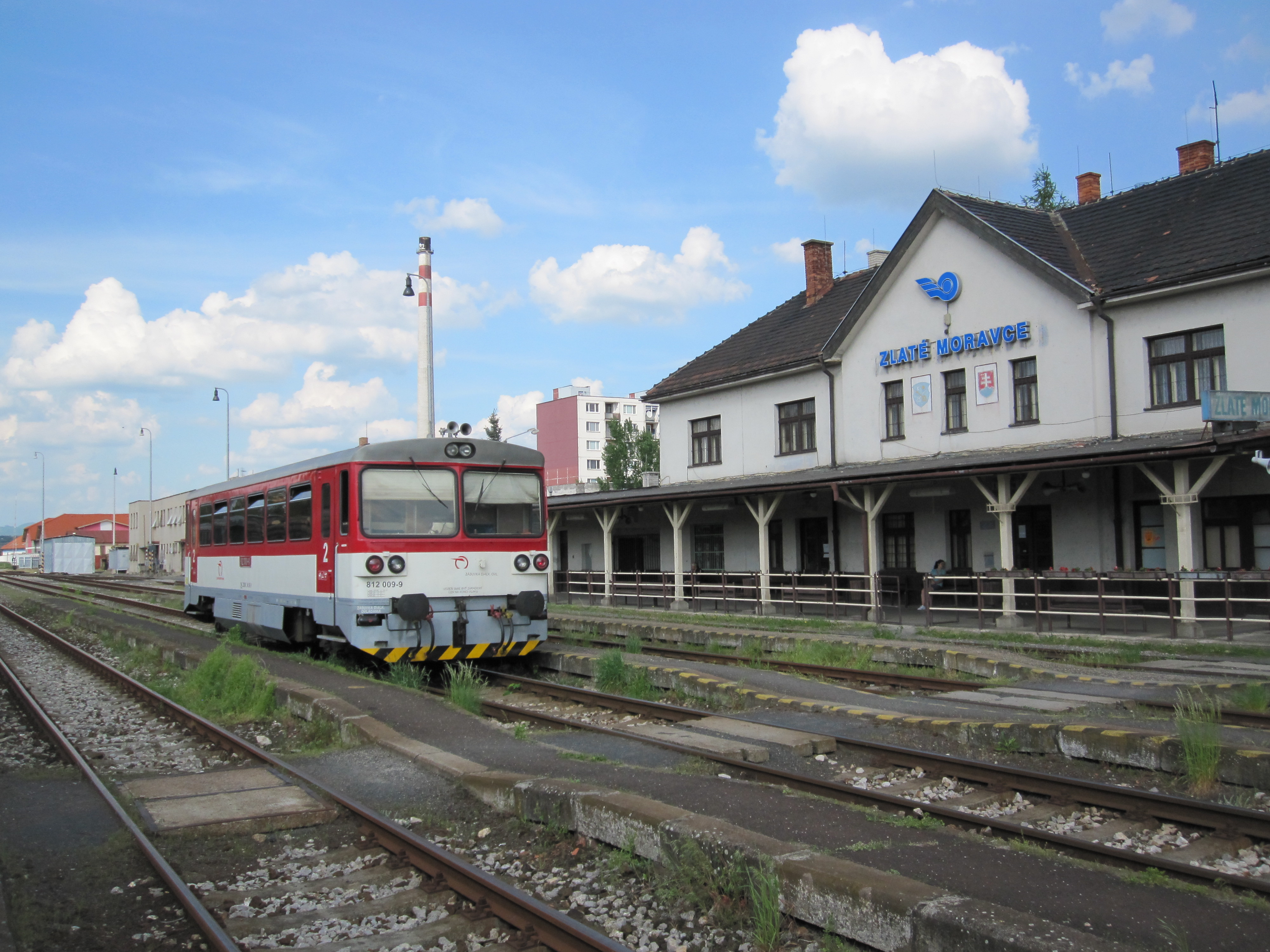
Reizigerstrein in station Zlaté Moravce

De lijn bedient de volgende station (s) en haltes:
- Nové Zámky (s)
  - vertakking naar de lijnen:
    - 130 (Bratislava – Štúrovo)
    - 135 (Nové Zámky – Komárno)
    - 140 (Nové Zámky – Prievidza)
    - 150 (Nové Zámky – Zvolen)
- Bánov (s)
- Šurany (s)
  - vertakking naar de lijnen:
    - 130 (Bratislava – Štúrovo)
    - 140 (Nové Zámky – Prievidza)
    - 150 (Nové Zámky – Zvolen)
- Šurany zastávka (halte)
- Úľany nad Žitavou (s)
  - vertakking naar lijn 150 (Nové Zámky – Zvolen)
- Malá Maňa (s)
- Maňa zastávka (halte)
- Maňa (s)
- Kmeťovo
- Michal nad Žitavou
- Martinová
- Lúčnica nad Žitavou (s)
- Dyčka
- Vráble (s)
- Nová Ves nad Žitavou
- Slepčany
- Tesárske Mlyňany (s)
- Zlaté Moravce (s)